# Bhesa paniculata
Bhesa paniculata là một loài thực vật thuộc họ Centroplacaceae (trước đây xếp trong họ Celastraceae). Loài này có ở Ấn Độ, Indonesia, Malaysia, Philippines, Singapore, và Thái Lan.